# Bruna Mora
Bruna Mora (La Paz, 30 de junio de 1998) es una artista, actriz y activista por los derechos de las personas trans boliviana.

## Biografía
Mora nació en La Paz, el 30 de junio de 1998. Desde niña, Mora mostraba comportamientos que cuestionaban los roles masculinos, lo que inicialmente generó resistencia en sus padres, trataban de censurarle pero luego recibió su apoyo.
A los 20 años realizó su tránsito social, expresando que siempre fue la misma persona y sólo cambió su nombre y apariencia física. Reconoce que los miedos le marcaron y, aunque aún los sigue sintiendo, ahora se enfrenta a ellos.
Está titulada en Artes Escénicas, graduada de la Hollywood Academy of Performing Arts-HAPA en La Paz (Academia de Artes Escénicas), y estudia Psicología en la Universidad Católica Boliviana (UCB).
En su carrera teatral trabajó como asistente de dirección en la adaptación teatral de la película Las Malcogidas, y como actriz en la obra teatral Amor, ambas de la directora Denisse Arancibia. También asistió en la dirección de cuatro obras de Paloma Delaine, actuando en tres de ellas. En 2014, participó en la película Olvidados, de Carlos Bolado. De forma puntual, ha trabajado como modelo para algunas marcas de ropa, con sesiones registradas en su cuenta de Instagram.
Durante el confinamiento por la pandemia de COVID-19, Mora creó un canal de YouTube donde comparte su vida cotidiana, experiencias universitarias y temas de amor con un enfoque humorístico. Su objetivo principal es combatir los estereotipos sobre las mujeres trans y visibilizar su diversidad trans desde una perspectiva humana, y promoviendo la empatía y la comprensión social.
En sus intervenciones públicas, subraya los retos que enfrenta la comunidad trans en Bolivia en términos de acceso laboral, violencia y pobreza, destacando la importancia del apoyo familiar y el papel que deben tener los aliados para informarse y defender esta causa.